# إياس بن البكير
إياس بن البكير الليثي (المتوفي سنة 34 هـ) صحابي بدري من السابقين إلى الإسلام، شهد غزوات النبي محمد كلها، كما شهد الفتح الإسلامي لمصر.

## سيرته
كان إياس بن البكير بن عبد يا ليل بن ناشب بن غيرة بن سعد بن ليث بن بكر بن عبد مناة بن كنانة من السابقين إلى الإسلام، حيث أسلم مع إخوته عامر وعاقل وخالد في دار الأرقم، كان أبوه البكير بن عبد يا ليل، وقيل اسمه أبو البكير بن عبد يا ليل حليفًا لنفيل بن عبد العُزّى جد عمر بن الخطاب، لذا يُعد عاقل وإخوته حلفاء بني عدي.
هاجر إياس بن البكير مع إخوته إلى يثرب، وآخى النبي محمد بينه وبين الحارث بن خزمة. شهد إياس بن البكير مع النبي محمد المشاهد كلها، كما شهد الفتح الإسلامي لمصر. توفي إياس بن البكير سنة 34 هـ، وله رواية للحديث النبوي عن عبد الله بن عباس.